# جاستوس اسمیت
جاستوس اسمیت (انگلیسی: Justus Smith; ۲۸ مارس ۱۹۲۲ – ۲۰ نوامبر ۲۰۱۳) قایقران روئینگ اهل ایالات متحده آمریکا بود.